# Roodbuikslang
De roodbuikslang of Amerikaanse roodbuikslang (Storeria occipitomaculata) is een niet-giftige slang uit de familie toornslangachtigen (Colubridae) en de onderfamilie waterslangen (Natricinae).

## Naam en indeling
De wetenschappelijke naam van de soort werd voor het eerst voorgesteld door David Humphreys Storer in 1839. Oorspronkelijk werd de wetenschappelijke naam Coluber occipito-maculata gebruikt. Het geslacht Storeria is overigens vernoemd naar Storer. De slang werd later aan andere geslachten toegekend zoals Tropidonotus en Ischnognathus.

### Ondersoorten
Er worden drie ondersoorten erkend, welke onderstaand zijn weergegeven met de auteur en het verspreidingsgebied.
| Naam                                       | Auteur        | Verspreidingsgebied                                    |
| ------------------------------------------ | ------------- | ------------------------------------------------------ |
| Storeria occipitomaculata obscura          | Trapido, 1944 | Verenigde Staten (Florida, Texas, Arkansas, Louisiana) |
| Storeria occipitomaculata occipitomaculata | Storer, 1839  | De rest van het verspreidingsgebied.                   |
| Storeria occipitomaculata pahasapae        | Smith, 1963   | Verenigde Staten (South Dakota)                        |

## Uiterlijke kenmerken
De roodbuikslang is een relatief kleine en dunne slang die een gemiddelde lichaamslengte bereikt van ongeveer 20 tot 40 centimeter. Er zijn drie ondersoorten die qua kleur een beetje afwijken, meestal is de kleur bruin tot grijs en soms bijna zwart, met een vaalrode tot roestbruine of zelfs helderrode tot oranje of gele buik, die dient als schrikkleur als de slang wordt aangevallen. Op het midden van de rug is een lichtere brede streep aanwezig die dun en donkerbruin omrand is, evenals twee strepen op iedere flank die ook kunnen bestaan uit rijen kleine vlekjes. De schubben zijn vrij groot en licht gekield (Λ- vormig) en in de nek zitten vaak drie vlekken die kunnen samensmelten tot een enkele vlek.

## Levenswijze

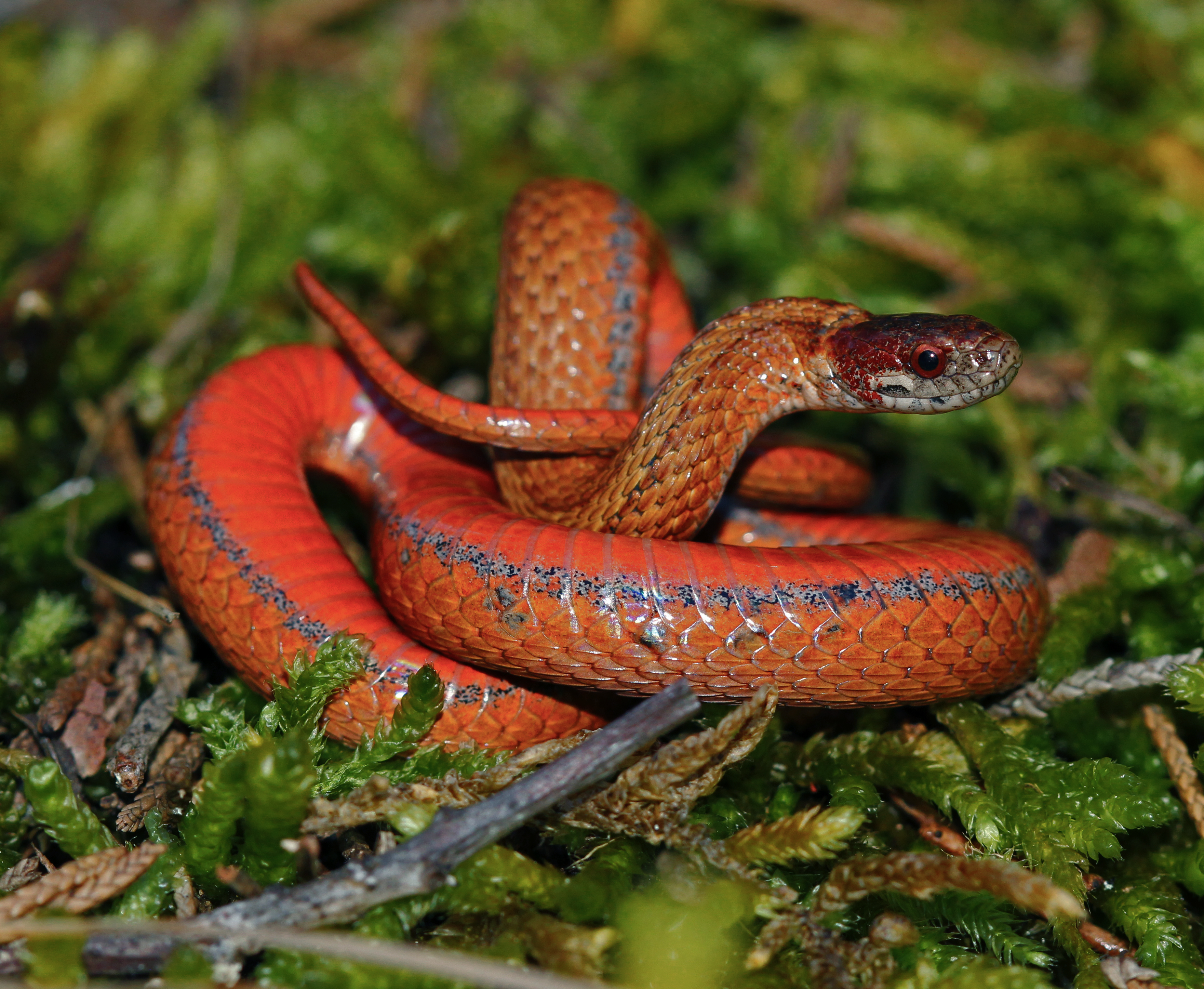
Dreighouding waarbij de rode buik wordt getoond.

Het voedsel bestaat voornamelijk uit slakken, wormen en kleine insecten en de larven die overdag worden gevangen. 's Nachts verstopt dit dier zich meestal onder objecten als omgevallen bomen en stenen. De roodbuikslang heeft de gewoonte om bij bedreiging een stinkende afscheiding te verspreiden, daarnaast wordt de rode buik getoond en wordt de bovenlip opgerold, wat een opmerkelijk gezicht is.

## Verspreiding en habitat
De roodbuikslang komt voor in delen van Noord-Amerika en leeft in de landen Canada en de Verenigde Staten. In Canada komt de soort voor in de provincies Saskatchewan, Manitoba, Nova Scotia, Ontario, Québec en Prince Edward Island. In de VS is de slang voor in de staten Minnesota, Iowa, Nebraska, Kansas, Oklahoma, South Dakota, North Dakota, Texas, Missouri, Arkansas, Louisiana, Wisconsin, Illinois, Michigan, Indiana, Ohio, Kentucky, Tennessee, Mississippi, Alabama, Georgia, Florida, South Carolina, North Carolina, Virginia, West Virginia, Pennsylvania, Delaware, Maryland, New Jersey, New York, Connecticut, Massachusetts, Vermont, New Hampshire en Maine.
De habitat bestaat uit gematigde bossen, scrublands en draslanden. Ook in tuinen en langs huizen wordt deze slang aangetroffen, terwijl de meeste slangen de mens juist mijden.

## Beschermingsstatus
Door de internationale natuurbeschermingsorganisatie IUCN is de beschermingsstatus 'veilig' toegewezen (Least Concern of LC).